# روبرت ماغيري
روبرت ماغيري (بالإنجليزية: Robert Maguire)‏ هو رسام أمريكي، ولد في 3 أغسطس 1921، وتوفي في 26 فبراير 2005.